# Kościół Katolicki Mariawitów w RP

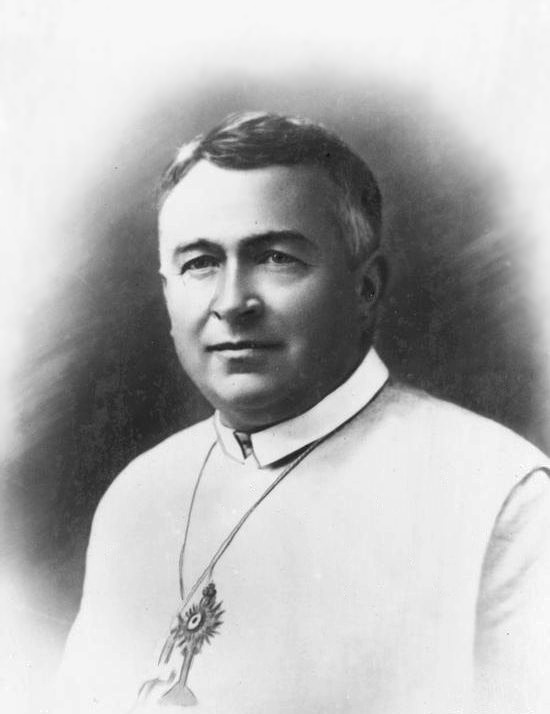
Arcybiskup Jan Maria Michał Kowalski – pierwszy zwierzchnik Kościoła, reformator mariawityzmu, po śmierci uznany za świętego

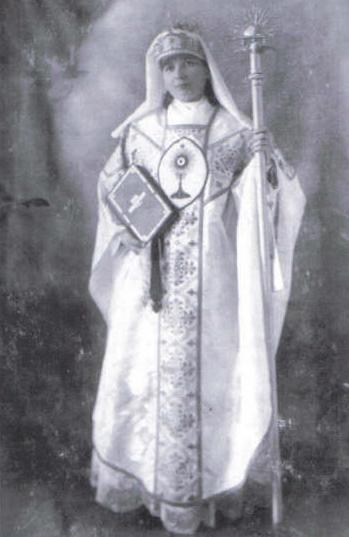
Arcykapłanka Antonina Maria Izabela Wiłucka-Kowalska – zwierzchnik Kościoła w latach 1941–1946, po śmierci uznana za świętą

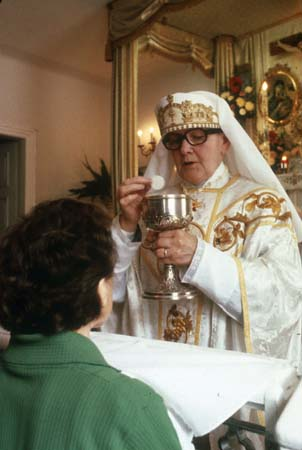
Siostra biskupka Stanisława Maria Dilekta Rasztawicka – przełożona Zgromadzenia Sióstr Mariawitek w latach 1946–1995

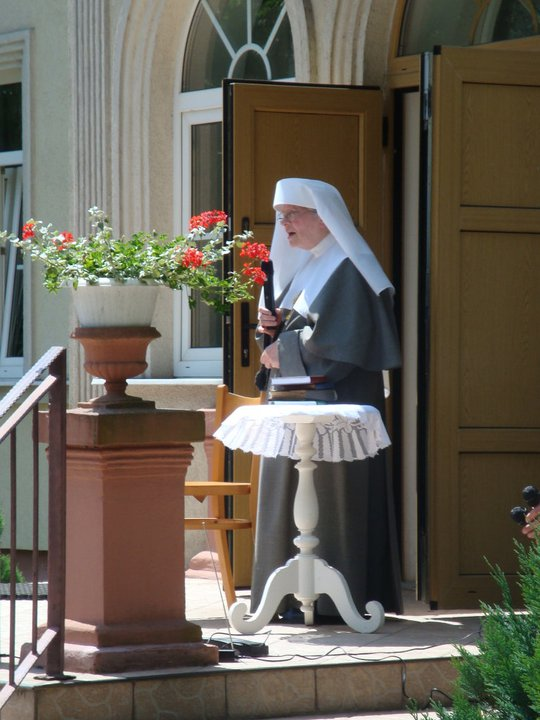
Siostra biskupka Damiana Maria Beatrycze Szulgowicz – obecna zwierzchnik Kościoła

Kościół Katolicki Mariawitów w Rzeczypospolitej Polskiej – chrześcijański kościół nurtu katolickiego, sukcesji starokatolickiej, tradycji mariawickiej, prawnie działający na terenie Polski. Siedzibą władz Kościoła jest Felicjanów w powiecie płockim. Zwierzchnikiem Kościoła jest siostra biskupka Damiana Maria Beatrycze Szulgowicz. Według danych Małego Rocznika Statystycznego Polski 2025, Kościół w końcu 2024 r. liczył 1783 wyznawców i 12 duchownych. Natomiast według danych spisu powszechnego z 2011 r., przynależność do Kościoła zadeklarowało 380 osób, a według danych z kolejnego spisu (2021 r.), przynależność do Kościoła zadeklarowało 200 osób.
Kościół Katolicki Mariawitów w RP posiadał w końcu 2022 r. 14 świątyń, w tym 1 czynny kościół i 13 kaplic.
Mariawityzm wyodrębnił się z polskiego Kościoła rzymskokatolickiego w 1906. Powodem secesji było niezaakceptowanie przez hierarchię polską i papieża w Rzymie działalności Zgromadzenia Kapłanów Mariawitów, które powstało na skutek objawienia Dzieła Wielkiego Miłosierdzia, jakie otrzymała siostra zakonna św. Maria Franciszka Kozłowska 2 sierpnia 1893 w Płocku.

## Początki Kościoła
Zgromadzenie Kapłanów Mariawitów powstało w 1893 roku, jednak przez 10 lat istniało w ukryciu. W roku 1903 członkowie zgromadzenia zdecydowali się zalegalizować wspólnotę, lecz zamiast legalizacji zaczęły ich spotykać restrykcje ze strony władz kościelnych. Niektórych przeniesiono na parafie wiejskie, równocześnie zakazując im też sprawowania praktyk charakterystycznych dla zgromadzenia mariawickiego. Strona kościelna zaczęła przedstawiać zarzuty s. Marii Franciszce, która miała jakoby zwodzić księży z ich drogi powołania. Do Watykanu biskupi wysyłali raporty nieprzychylne mariawitom, w których podważali rolę s. Kozłowskiej w Zgromadzeniu Kapłanów Mariawitów, odrzucali jej inicjatywę zreformowania kleru, a także podawali w wątpliwość prawdziwość objawień Mateczki.
W efekcie Kongregacja Inkwizycji dekretem z 4 września 1904 nakazała likwidację zgromadzenia mariawickiego oraz odsunięcie Marii Franciszki Kozłowskiej od kierowania siostrami i jakiegokolwiek wpływu na kapłanów. Księża mariawici uznali ten dekret za tragiczną pomyłkę wynikłą z przekazywania do Watykanu nierzetelnych informacji i nadal czynili zabiegi mające na celu uznania Zgromadzenia Kapłanów Mariawitów przez papieża. 27 stycznia 1906 przez arcybiskupa warszawskiego został suspendowany prowincjał płocki Zgromadzenia Kapłanów Mariawitów ks. Jan Kowalski. Spowodowało to wypowiedzenie posłuszeństwa swoim biskupom przez członków Zgromadzenia – 1 lutego 1906 arcybiskupowi warszawskiemu Wincentemu Popiel-Chościakowi, a 8 lutego biskupowi płockiemu Apolinaremu Wnukowskiemu. W ciągu sześciu tygodni do połowy marca 1906 na mariawityzm przeszło 16 parafii rzymskokatolickich wraz z około 50–60 tysiącami wiernych. Natomiast w roku 1910 liczba mariawitów na ziemiach polskich wzrosła do 162 250 wiernych.
28 listopada 1906 roku władze carskie uznały związek religijny mariawitów „za prawnie istniejącą i korzystającą z ochrony prawa sektę”. W latach 1906–1909 wspólnota mariawitów funkcjonowała jako samodzielne wyznanie, lecz nie jako Kościół w rozumieniu katolickim. Dopiero po konsekracji biskupa Kowalskiego, 5 października 1909, stała się ona Kościołem, przyjmując nazwę Kościół Katolicki Mariawitów. W 1919 Kościół, dając wyraz swej przynależności do Unii Utrechckiej, zrzeszającej Kościoły starokatolickie, przyjął nazwę Staro-Katolicki Kościół Mariawitów.
Podczas rozłamu w mariawityzmie obydwie strony starały się zachować dotychczasową nazwę Kościoła: Starokatolicki Kościół Mariawitów, w rezultacie zwolennicy arcybiskupa Kowalskiego powrócili do pierwotnej nazwy z czasów życia Mateczki, która brzmiała: Kościół Katolicki Mariawitów.
W języku potocznym dla rozróżnienia dwóch polskich nurtów w mariawityzmie, stosuje się określenia denominacja felicjanowska, nurt abp. Kowalskiego lub mariawityzm reformowany.

## Historia od rozłamu
W wyniku reform wprowadzanych przez zwierzchnika Jana Marię Michała Kowalskiego doszło do rozłamu w Kościele Mariawickim. Został on zapoczątkowany jesienią 1934, a formalnie zakończony uchwałą kapituły generalnej z dnia 29 stycznia 1935. Wśród duchowieństwa, sióstr zakonnych i wiernych nastąpił podział na dwie grupy. Po stronie dotychczasowego zwierzchnika Jana Marii Michała Kowalskiego opowiedziało się 9 biskupek, 10 kapłanów (w tym 5 za granicą), 50 kapłanek, 80 sióstr zakonnych oraz około 7000 wiernych. Podział liczbowy wiernych w parafiach ukształtował się w stosunku 4:1 na korzyść grupy płockiej, z tym, że około 30% wyznawców odeszło w ogóle od mariawityzmu. Po rozłamie w łonie mariawityzmu za arcybiskupem Kowalskim opowiedzieli się wszyscy duchowni przebywający poza granicami Polski, w wyniku czego Kościół Katolicki Mariawitów posiadał placówki we Francji, na Litwie i w Wielkiej Brytanii. Arcybiskup Kowalski, również pod wpływem płockich administracyjnych organów państwowych, zrzekł się urzędu, Świątyni i klasztoru w Płocku. Został przewieziony z grupą 112 zwolenników z Płocka do odległego o 18 km Felicjanowa. W okresie sporu o utrzymanie dotychczasowej nazwy Starokatolicki Kościół Mariawitów, grupa felicjanowska powróciła do nazwy z okresu życia Założycielki, to jest Kościół Katolicki Mariawitów.
Arcybiskup Kowalski, osiadły w Felicjanowie, kontynuował wydawanie listów pasterskich. Listem pasterskim z dnia 12 maja 1935 udzielił władzy kapłańskiej całemu ludowi mariawickiemu. Była to oficjalna realizacja ogłoszonego wcześniej tak zwanego kapłaństwa ludowego. Tuż po tym z rąk trzech sióstr biskupek: Honoraty Próchniewskiej, Melanii Kubickiej i Dezyderii Spodarówny, sakrę biskupią otrzymał największy zwolennik arcybiskupa Kowalskiego – kapłan Stanisław Maria Tytus Siedlecki, proboszcz z Łowicza. Ten pośpiech w święceniach oraz wprowadzenie powszechnego kapłaństwa ludu były realizacją zamierzeń arcybiskupa Kowalskiego, z drugiej zaś strony tłumaczyć można to brakiem kadr do obsady placówek parafialnych. Zwierzchnik Kościoła wprowadził publiczny kult św. Marii Franciszki; zmienił liturgię Mszy świętej, a listem pasterskim z dnia 25 lipca 1935 ogłosił świętość Założycielki Feliksy Marii Franciszki Kozłowskiej i „stanął w jej obronie”.
9 lipca 1936 arcybiskup Michał został osadzony w więzieniu na podstawie niewykonywanego wyroku z 22 października 1931, a następnie, na żądanie biskupa Klemensa Marii Filipa Feldmana, Urząd Wojewódzki w Warszawie zabezpieczył majątek Felicjanów przed, jak mówi pismo: rozgrabieniem go przez pozostałe siostry mariawitki. Po powrocie z więzienia arcybiskup Kowalski ogłosił jeszcze nową naukę o Trójcy Świętej. 4 września 1938 arcybiskup Kowalski konsekrował kapłana Paula Marię Marca Fatôme na biskupa Kościoła Katolickiego Mariawitów we Francji. Po śmierci biskupa Fatôme placówka w Nantes uległa likwidacji.
Po wybuchu II wojny światowej w 1939 arcybiskup Jan Maria Michał Kowalski wystosował list do Kanclerza III Rzeszy Adolfa Hitlera, w którym między innymi sprzeciwiał się aneksji Gdańska oraz wzywał go do uznania w mariawityzmie Dzieła Miłosierdzia Bożego i zaprzestania przelewu krwi. Spowodowało to zainteresowanie się okupanta niemieckiego tą niewielką wspólnotą religijną i zakwalifikowania jej jako niebezpiecznej dla planów politycznych III Rzeszy na ziemiach polskich. 25 stycznia 1940 arcybiskup Jan Maria Michał Kowalski został aresztowany przez Gestapo i uwięziony w Płocku, a następnie 25 kwietnia 1941 wywieziony do obozu w Dachau za nienawiść do narodu niemieckiego. Chodziło o napisane przed wybuchem wojny artykuły polityczne: Gdańsk i Prusy Wschodnie powinny wrócić do Polski oraz Lucyfer.
Jako więzień obozu koncentracyjnego przebywał wśród księży rzymskokatolickich. Wśród nich był biskup pomocniczy z Włocławka Michał Kozal. Biskup Franciszek Korszyński w książce Jasne promienie w Dachau wspomina o postawie Kowalskiego z wielkim uznaniem. Liczący siedemdziesiąt lat starzec wyróżniał się swoją otyłością i przeżył w obozie prawdziwe męczeństwo. Namawiany przez księży-współwięźniów, by wyrzekł się swoich wierzeń i wrócił do Kościoła rzymskokatolickiego, zdecydowanie odmawiał. Zachowywał się godnie, dużo się modlił, znosił po bohatersku swoje cierpienia. Zginął w wieku 70 lat dnia 18 maja 1942, jako obozowy numer 24542, wywieziony z Dachau w transporcie inwalidzkim i zagazowany w Hartheim pod Linzem.
Wkrótce po aresztowaniu arcybiskupa zostali wywiezieni do obozów w Działdowie, a potem Dachau trzej duchowni: Aleksander Maria Stefan Szulgowicz (ojciec s. Damiany Marii Beatrycze Szulgowicz, obecnej zwierzchniczki Kościoła), Piotr Maria Dominik Dąbrowski i Wacław Maria Augustyn Gapiński. Szulgowicz i Gapiński zginęli w Dachau, a Dąbrowski został wywieziony do zamku Hartheim wraz z „transportem inwalidów” 12 października 1942 i najprawdopodobniej jeszcze tego samego dnia został zagazowany. W marcu 1941 nastąpiło wysiedlenie wszystkich mieszkańców Felicjanowa. Do obozów w Działdowie i Pomiechówku wywieziono 158 osób, z których większość następnie deportowano do Generalnego Gubernatorstwa.
Po wyzwoleniu, do zdewastowanego przez Niemców Felicjanowa wrócili pozostali przy życiu jego mieszkańcy, doprowadzając obiekty do stanu użytkowego. Po śmierci arcybiskupa Kowalskiego na czele Kościoła Katolickiego Mariawitów stanęła przełożona Zgromadzenia Sióstr Mariawitek, siostra arcykapłanka Antonina Maria Izabela Wiłucka-Kowalska. Arcykapłanka kierowała Kościołem aż do śmierci 28 listopada 1946, pozostawiając o sobie wśród mariawitów bardzo pozytywną opinię, a po śmierci uznana została przez wiernych za świętą męczennicę.
W chwili jej śmierci mariawityzm felicjanowski miał jeszcze osiem sióstr biskupek: Marię Celestynę Kraszewską (1899–1977), Stanisławę Marię Dilektę Rasztawicką (1905–1995), Zofię Marię Honoratę Klichowską-Próchniewską (1878–1962), Helenę Marię Melanię Kubicką (1895–1956), Stanisławę Marię Eufemię Nyk (1898–1981), Stanisławę Marię Dezyderię Spodar (1902–1993), Joannę Marię Emmę Piotrowską (1901–1994), Natalię Marię Michaelę Wnuk (1907–1982), dwóch biskupów: Stanisława Marię Tytusa Siedleckiego (1869–1955) i Paula Marię Marka Fatôme we Francji (1873–1951) oraz dwóch biskupów elektów: Józefa Marię Rafaela Wojciechowskiego (1917–2005) i Józefa Marię Natanaela Golacika (1918–1984). Wcześniej zmarli biskupi Litwy: Antoni Maria Feliks Tułaba (1873–1944) i Józef Maria Antoni Hrynkiewicz (1866–1938).
W 1946 na czele Kościoła Katolickiego Mariawitów stanął biskup Józef Maria Rafael Wojciechowski, natomiast przełożoną Zgromadzenia Sióstr Mariawitek została biskupka Stanisława Maria Dilekta Rasztawicka. Na początku 1950 utworzona została Rada Przełożonych z nowo wybranym ministrem generalnym, arcybiskupem Wojciechowskim, jako przewodniczącym. W 1960 Urząd do Spraw Wyznań zatwierdził statut Zgromadzenia Sióstr Mariawitek w Felicjanowie, a w 1968 statut Kościoła Katolickiego Mariawitów, uchwalony przez Kapitułę Generalną w dniu 14 maja 1967.
9 października 1984 odbyło się spotkanie pomiędzy przedstawicielami Kościoła rzymskokatolickiego oraz Kościoła Katolickiego Mariawitów na temat wzajemnego uznania sakramentu chrztu.
30 maja 1993 w święto Zesłania Ducha Świętego siostry Damiana Maria Beatrycze Szulgowicz i Hanna Maria Rafaela Woińska zostały konsekrowane na nowe biskupki Kościoła. Po śmierci arcybiskupa Józefa Marii Rafaela Wojciechowskiego (17 marca 2005), siostra Beatrycze została nowym zwierzchnikiem Kościoła Katolickiego Mariawitów, nie przyjęła jednak przysługującego jej tytułu arcykapłanki. Siostra Beatrycze jest również przełożoną Zgromadzenia Sióstr Mariawitek (od 1995).
Po transformacji ustrojowej w Polsce nastąpiło ostateczne uregulowanie położenia prawnego Kościoła ustawą z dnia 20 lutego 1997 o stosunku Państwa do Kościoła Katolickiego Mariawitów w RP.
11 listopada 2021 r. po raz pierwszy w historii Kościoła odbyły się konsekracje biskupie kapłanów ludowych. Ceremonia miała miejsce w Grzmiącej. Wyświęconych zostało troje biskupów – Patrycja Rosiak i Paweł Sobczak z parafii w Grzmiącej oraz Iwona Pietrasiak z parafii w Felicjanowie; konsekratorkami były s. bp Maria Beatrycze Szulgowicz (zwierzchnik Kościoła) i s. bp Maria Rafaela Woińska (kustoszka warszawska).

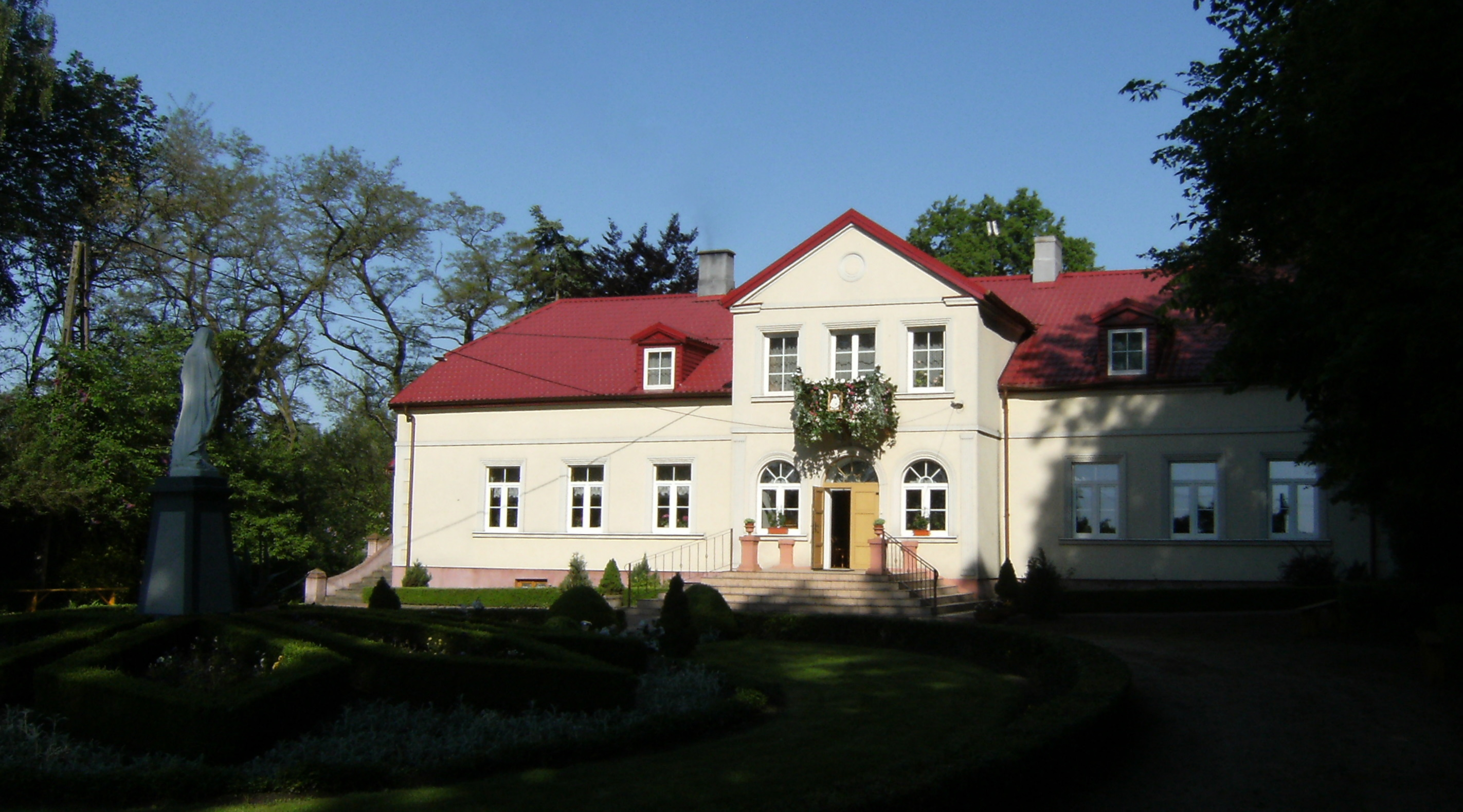
Klasztor mariawicki w Felicjanowie – siedziba władz Kościoła
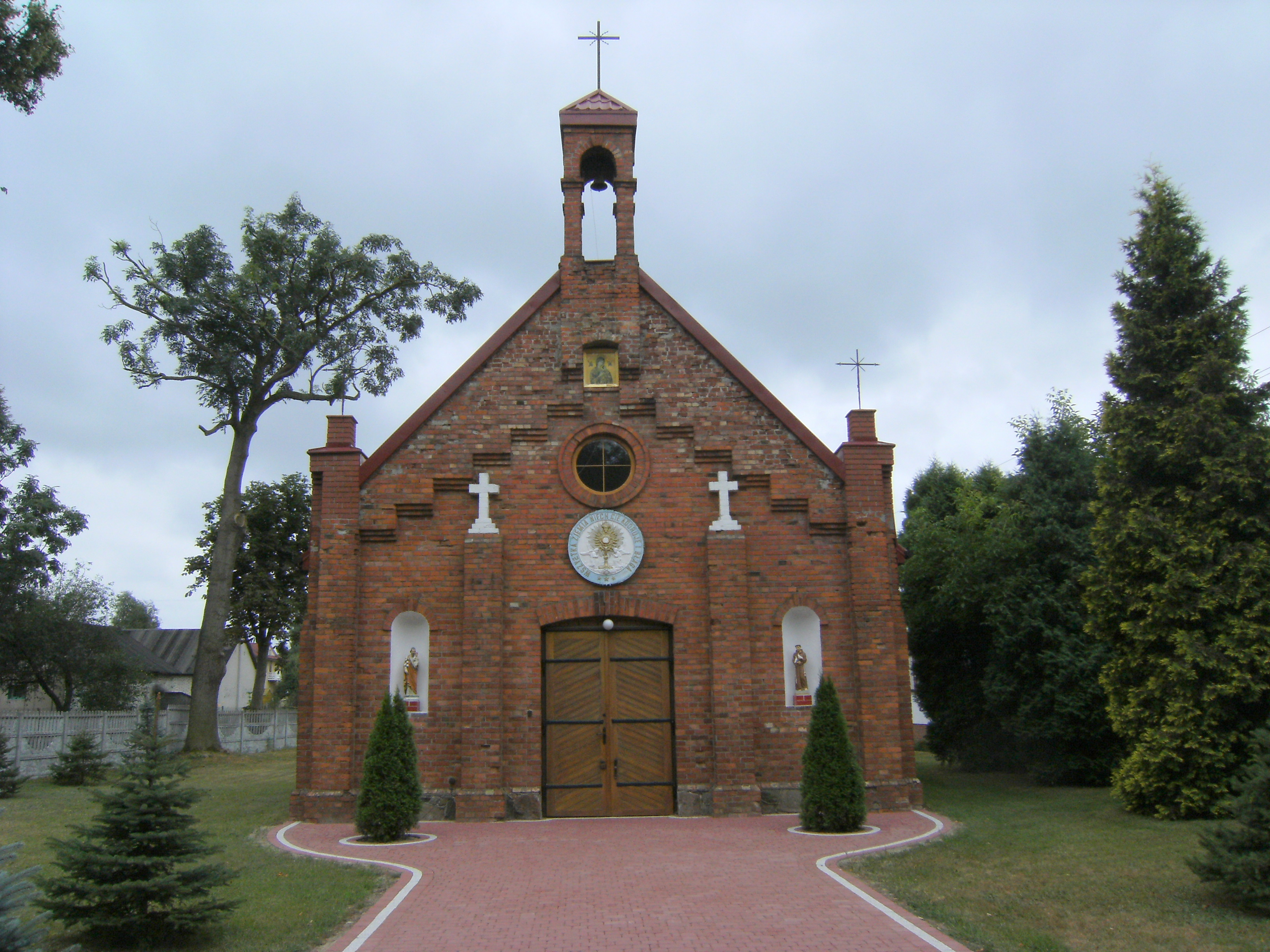
Kościół Przenajświętszego Sakramentu w Długiej Kościelnej
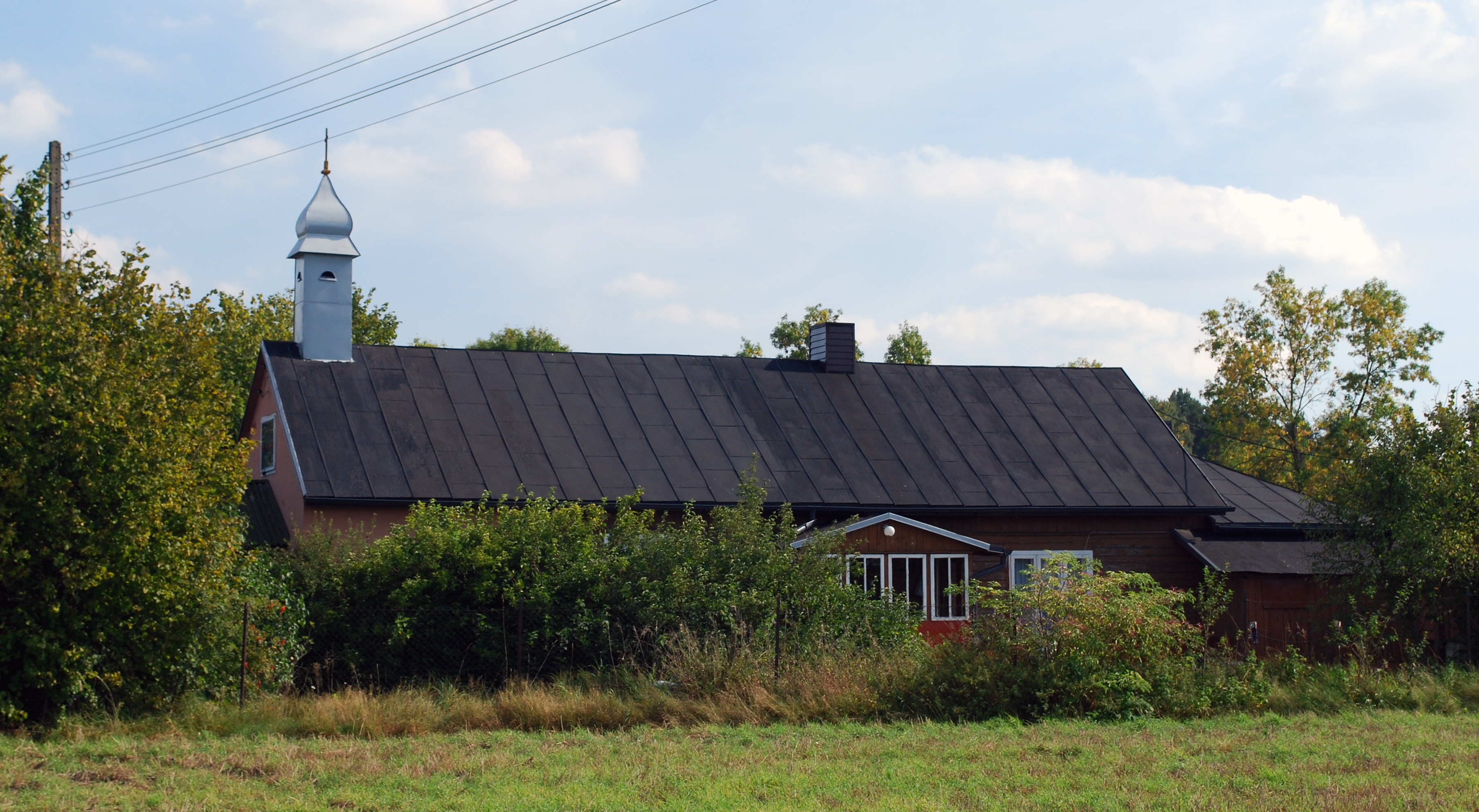
Kaplica św. Michała Archanioła w Poćwiardówce
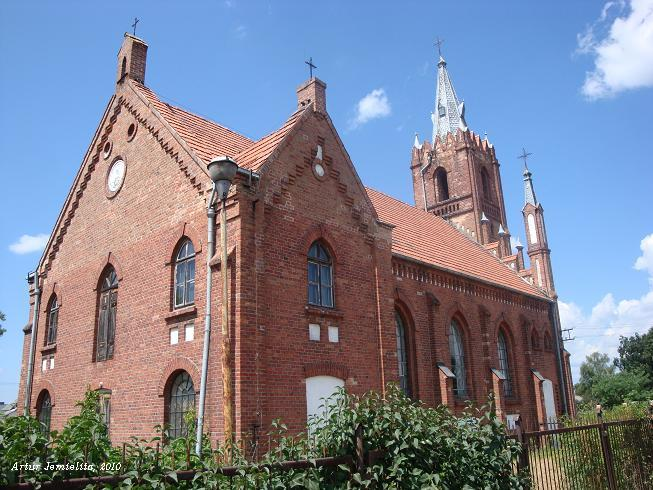
Dawny kościół mariawicki w Pogorzeli (obecnie zdesakralizowany)

## Ekumenizm
Po II wojnie światowej Kościół Katolicki Mariawitów podjął starania o przyjęcie do Chrześcijańskiej Rady Ekumenicznej w Polsce. Wkrótce starania te zostały przerwane z powodu niejasnego stanowiska kierownictwa tej organizacji. Wspólnota prowadziła rozmowy na temat zjednoczenia z Kościołem Starokatolickim Mariawitów. Mimo podjętych prób w latach 1947, 1953, 1962 i 1968, nie doszło do zjednoczenia obydwu denominacji mariawickich; wyjątkami były istniejąca w latach 1970–2014 placówka w Krakowie oraz parafia w Stoczku w latach 1976-2021. 
9 października 1984 doszło do spotkania pomiędzy przedstawicielami Kościoła rzymskokatolickiego oraz Kościoła Katolickiego Mariawitów na temat sakramentu chrztu. W wyniku spotkania oświadczono, że strona Kościoła rzymskokatolickiego nie ma żadnych wątpliwości co do ważności chrztu, udzielanego w Kościele Katolickim Mariawitów, to samo oświadczenie złożył przełożony Kościoła Katolickiego Mariawitów arcybiskup Maria Rafael Wojciechowski. Po podpisaniu porozumienia strona rzymskokatolicka zwróciła się do Kościoła Katolickiego Mariawitów o dodatkowe wyjaśnienia w sprawie rozumienia Trójcy Świętej w tym wyznaniu. Wyjaśnień tych nie udzielono do dziś. Z tego powodu w liście z 22 maja 2010 Kongregacja Nauki Wiary uznała sakrament Chrztu świętego udzielony w Kościele Katolickim Mariawitów (Felicjanów) za wątpliwy i nakazała, by wiernym Kościoła Katolickiego Mariawitów przyjmowanym do Kościoła Katolickiego udzielano chrztu warunkowo (sub conditione).
Aktualnie przedstawiciele Kościoła Katolickiego Mariawitów biorą udział w nabożeństwach ekumenicznych i innych uroczystościach niektórych mniejszościowych Kościołów chrześcijańskich w Polsce. Kościół felicjanowski nie utrzymuje oficjalnych kontaktów z mariawitami żyjącymi poza granicami Rzeczypospolitej.

## Doktryna
Kościół Katolicki Mariawitów opiera swoją naukę na Piśmie Świętym jako głównym fundamencie. Uznaje naukę Kościoła powszechnego wyrażoną w symbolach wiary, w kanonach siedmiu pierwszych soborów ekumenicznych oraz w Tradycji zinterpretowanej przez Ojców Kościoła. Kościół opiera swoją naukę i życie także na Objawieniach Dzieła Wielkiego Miłosierdzia św. Marii Franciszki Kozłowskiej i na Tradycji mariawickiej, do której zalicza głównie pisma arcybiskupa Michała Kowalskiego, komentujące życie i Objawienia Mateczki, i rozwijające naukę mariawicką. Księga Dzieło Wielkiego Miłosierdzia (zawierająca m.in. objawienia i życiorys Marii Franciszki Kozłowskiej oraz historię mariawityzmu) traktowana jest na równi z księgami Pisma Świętego. Kościół Katolicki Mariawitów w RP odrzuca dogmat o prymacie jurysdykcyjnym i nieomylności papieża oraz naukę o odpustach, ale również przyjętą w starokatolicyzmie zasadę, którą wyraził św. Wincenty z Lerynu: „Trzymamy się tego w co się wszędzie wierzy, zawsze i przez wszystkich ludzi; bo to jest prawdziwe i całkowicie katolickie”.
Mariawici felicjanowscy nauczają, że św. Maria Franciszka jest Oblubienicą Chrystusa, która dopełniła Dzieła Odkupienia i zapoczątkowała erę Ducha Świętego. Uważają ją za niewiastę z Apokalipsy obleczoną w słońce i przybraną w pas arcykapłański. Święta Maria Franciszka Kozłowska została zrównana w kulcie z Matką Bożą. Ku jej czci wprowadzono kilka świąt kościelnych, modlitw oraz litanii. Według teologii Kościoła Katolickiego Mariawitów, kult Mateczki – Małżonki Chrystusowej oraz Matki Bożej, obejmie w przyszłości cały świat.
| Wizja Trójcy Świętej wcielonej w Kościele Katolickim Mariawitów |                           |                        |
| Maryja                                                          | Jezus                     |                        |
| Bóg Ojciec (Matka Boża)                                         | Syn Boży (Jezus Chrystus) | Duch Święty (Mateczka) |

Kościół Katolicki Mariawitów w specyficzny sposób rozwinął chrześcijańską naukę o Trójcy Świętej, to znaczy naukę o udziale wszystkich Trzech Osób Boskich w Dziełach Odkupienia i Odnowienia człowieka przez cześć Przenajświętszego Sakramentu, a także o obecności Trójcy Świętej w Eucharystii, przez Którą Bóg ma dokonać ostatecznego zbawienia świata. Koncepcja ta zakłada, że tak, jak Druga Osoba Trójcy Świętej – Syn Boży wcielił się w Jezusa Chrystusa, tak Bóg Ojciec wcielił się w Maryję, a Duch Święty w Marię Franciszkę Kozłowską. Mariawici felicjanowscy uznają Jezusa, Maryję oraz Marię Franciszkę Kozłowską za członków Trójcy Świętej wcielonej (tj. uznanie ich jako Osób Boskich).
Arcybiskup Jan Maria Michał Kowalski (utożsamiany ze św. Michałem Archaniołem) jest obdarzany szczególną czcią oraz tytułem świętego męczennika. Mariawici uważają, że to o nim prorokowali polscy wieszcze narodowi, jak Adam Mickiewicz i Juliusz Słowacki. Juliusz Słowacki miał wieszczyć o nim w wierszu o papieżu słowiańskim. W podobnym duchu uważają, że o Polsce i o mariawityzmie wieszczyli Zygmunt Krasiński, Maria Konopnicka, Stanisław Wyspiański oraz Kornel Ujejski.
Kościół Katolicki Mariawitów naucza, iż Msza święta sprawowana w grzechu ciężkim lub za pieniądze jest nieważna. Kościół przyjmuje siedem katolickich sakramentów świętych, przy czym podczas chrztu świętego udzielane są także sakramenty bierzmowania oraz pierwszej Komunii Świętej. Mariawici felicjanowscy uznają spowiedź uszną jedynie za środek formacji zakonnej (grzech ciężki przeciwko ślubom zakonnym musi zostać wyznany przed przełożonym), wobec wiernych stosują wyłącznie spowiedź powszechną przed Chrystusem. Przy sprawowaniu sakramentu namaszczenia chorych nie używa się oleju; poprzestaje się jedynie na modlitwie i udzieleniu Komunii Świętej. Władzę sprawowania sakramentów świętych mają wszyscy wierni.

## Kult
Najwyższą cześć mariawici oddają Bogu w Trójcy Przenajświętszej jedynemu, Ojcu, Synowi i Duchowi Świętemu. Centralnym elementem kultu oddawanego Bogu jest Msza święta, która jest uobecnieniem zbawczej Ofiary Chrystusa. Głównym zadaniem mariawitów jest szerzenie czci dla Przenajświętszego Sakramentu, która w życiu wiernych ma się wyrażać w częstym i godnym przyjmowaniu Komunii Świętej oraz odprawianiu adoracji ubłagania. Każdy z wyznawców powinien odprawiać godzinną adorację Przenajświętszego Sakramentu raz w tygodniu oraz wspólną uroczystą raz w miesiącu, a także uczestniczyć w niedziele i święta we Mszy świętej. Duchowieństwo i siostry zakonne mają obowiązek odprawiać adorację codziennie.
W Kościele mariawitów wszystkie czynności liturgiczne oraz Msze święte odprawiane są w języku narodowym od 1907. Większości nabożeństw towarzyszy wystawienie Przenajświętszego Sakramentu. Komunia Święta udzielana jest wiernym pod postaciami chleba i wina. Msza święta sprawowana jest przodem do tabernakulum, w obrządku zbliżonym do rytu trydenckiego. Cała liturgia mariawicka koncentruje się na Eucharystii, która jest na pierwszym planie. Na zakończenie Mszy świętej odmawiane są modlitwy do Ducha Świętego.
Kościół Katolicki Mariawitów oddaje także cześć świętym, aniołom i męczennikom. Szczególnym szacunkiem darzeni są: św. Maria Franciszka Kozłowska, św. Franciszek z Asyżu, św. Michał Kowalski, św. Izabela Wiłucka, św. Klara, św. Józef, św. Anna, św. Alfons, św. Ludwik, św. Maria Magdalena, św. Hildegarda, a także apostołowie i ewangeliści. W kulcie świętych jednak zachowuje się właściwy umiar i powagę, przytacza ich jako wzory do naśladowania, a opierając się na wierze w świętych obcowanie, Kościół uznaje ich za specjalnych pośredników między ludem a Chrystusem.
Kościół wierzy, że Bóg sprawuje cuda w duszy człowieka, nie uznaje więc cudownych relikwii, kultu obrazów i figur. Nie odrzuca jednak wielkiego poszanowania, jakim powinno się otaczać obrazy treści religijnej oraz relikwie i pamiątki po świętych. Mariawici felicjanowscy odrzucają wszelkie sakramentalia, a także wszelkie praktyki pokutne i obowiązkowe posty. W 1931 zniesione zostały dodatkowe ceremonie, jakie dotychczas miały miejsce w ostatnich trzech dniach Wielkiego Tygodnia, łącznie ze święceniem pokarmów, olejów, ognia, wody, cierni, kredy czy ubieraniem grobów. W nabożeństwach tych centralne miejsce zajmują uroczysta Msza święta (również w Wielki Piątek) oraz adoracja Przenajświętszego Sakramentu, połączona z rozważaniem Męki Pańskiej. Natomiast w okresie Bożego Narodzenia pozostawiono zwyczaj umieszczania szopek w świątyniach.
Do ksiąg liturgicznych Kościoła Katolickiego Mariawitów należą: Mszał, rytuał, Brewiarz Eucharystyczny i Psałterz Ducha Przenajświętszego (zbiór śpiewów liturgicznych (psalmów), niewchodzących w skład kanonicznej, tj. biblijnej Księgi Psalmów innych wyznań chrześcijańskich). Szaty liturgiczne używane są w dwóch kolorach: białym i fioletowym. Siostry biskupki zamiast mitry na welony zakładają haftowane diademy. Kapłaństwo ludowe nie używa ornatów ani kap, ewentualnie używa komż i stuł. Jeśli kapłan ludowy czy kapłanka przewodniczą wspólnym zgromadzeniom modlitewnym, wówczas sprawują je w szatach liturgicznych. Dla wiernych świeckich przeznaczona jest do odprawiania na co dzień Msza Święta ludowa, zaś przy wspólnotowych nabożeństwach kapłaństwo ludowe przewodniczy Mszy Świętej liturgicznej.

## Duchowni
Kościół Katolicki Mariawitów pod względem struktury duchowej składa się z kapłaństwa służebnego oraz kapłaństwa ludowego.
Kapłaństwo służebne, zwane także kapłaństwem hierarchicznym, składa się obecnie tylko z kobiet, które ukończyły wydział teologii starokatolickiej na Chrześcijańskiej Akademii Teologicznej w Warszawie lub Seminarium Duchowne Kościoła Katolickiego Mariawitów w Felicjanowie oraz uzyskały akceptację władz kościelnych. Kapłaństwo służebne tworzą biskupki. Ich zadaniami są opieka duszpasterska nad wiernymi oraz duchowe wsparcie i kierownictwo nad kapłaństwem ludowym i całym Kościołem.

Biskupki należą do Zgromadzenia Sióstr Mariawitek. W Kościele Katolickim Mariawitów kapłani służebni mieli wolność wyboru stanu cywilnego: mogli zawrzeć związek małżeński z kapłanką albo też żyć w samotności. Kościół zalecał, aby kapłani zawierali mistyczne związki małżeńskie z siostrami zakonnymi, co miało służyć ich wewnętrznemu rozwojowi, jak i pełnionej misji. Główny nacisk miał być położony na duchowy wymiar małżeństwa, choć małżeństwa te były pełnoprawnymi związkami. Warunkiem ich zawarcia było zachowanie dziewictwa przez małżonkę do czasu narodzin dziecka, które miało otworzyć łono matki. Wszystkich duchownych obowiązuje zachowanie ducha franciszkańskiego, a ich pracy ma przyświecać hasło: Wszystko na większą chwałę Bożą, cześć Najświętszej Maryi Panny i naszej Najdroższej Mateczki.

Biskupem Kościoła Katolickiego Mariawitów może być kapłan bądź kapłanka, wybrany/a przez kapitułę generalną, konsekrowany/a przez przynajmniej jednego biskupa Kościoła. Aktualnie episkopat w Kościele tworzą: biskupka Damiana Maria Beatrycze Szulgowicz, zwierzchnik Kościoła oraz biskupka Hanna Maria Rafaela Woińska, kustoszka warszawska. Zwierzchnikowi Kościoła Katolickiego Mariawitów przysługuje tytuł arcybiskupa w przypadku mężczyzny lub arcykapłanki w przypadku kobiety. Obecna zwierzchniczka Kościoła, biskupka Damiana Maria Beatrycze Szulgowicz, nie przyjęła tytułu arcykapłanki.
Kapłaństwo ludowe, zwane także powszechnym, składa się z wiernych mężczyzn i kobiet. Każdy z członków Kościoła Katolickiego Mariawitów może sprawować sakramenty święte i nie potrzebuje do tego żadnego dodatkowego wykształcenia. W wielu parafiach kapłani ludowi przewodniczą wspólnym zgromadzeniom liturgicznym, nazywani są wtedy liderami wspólnoty. Choć kapłaństwo ludowe ma formalnie obowiązek sprawować swoją posługę w łączności z przełożonymi i w zależności od nich, zdarzały się przypadki nadawania tego przywileju osobom niebędącym wiernymi Kościoła Katolickiego Mariawitów. Z kolei niektórzy kapłani ludowi zerwali łączność z Kościołem i działają niezależnie.
W 2021 r. zainicjowano konsekracje biskupie kapłanów/kapłanek ludowych.
Wszystkie posługi w Kościele są bezpłatne, zgodnie z zaleceniem Chrystusa: Darmoście wzięli, darmo dawajcie (Mt 10,8). Duchowieństwo może przyjmować dobrowolne ofiary za posługi religijne, ale nie może ich żądać.

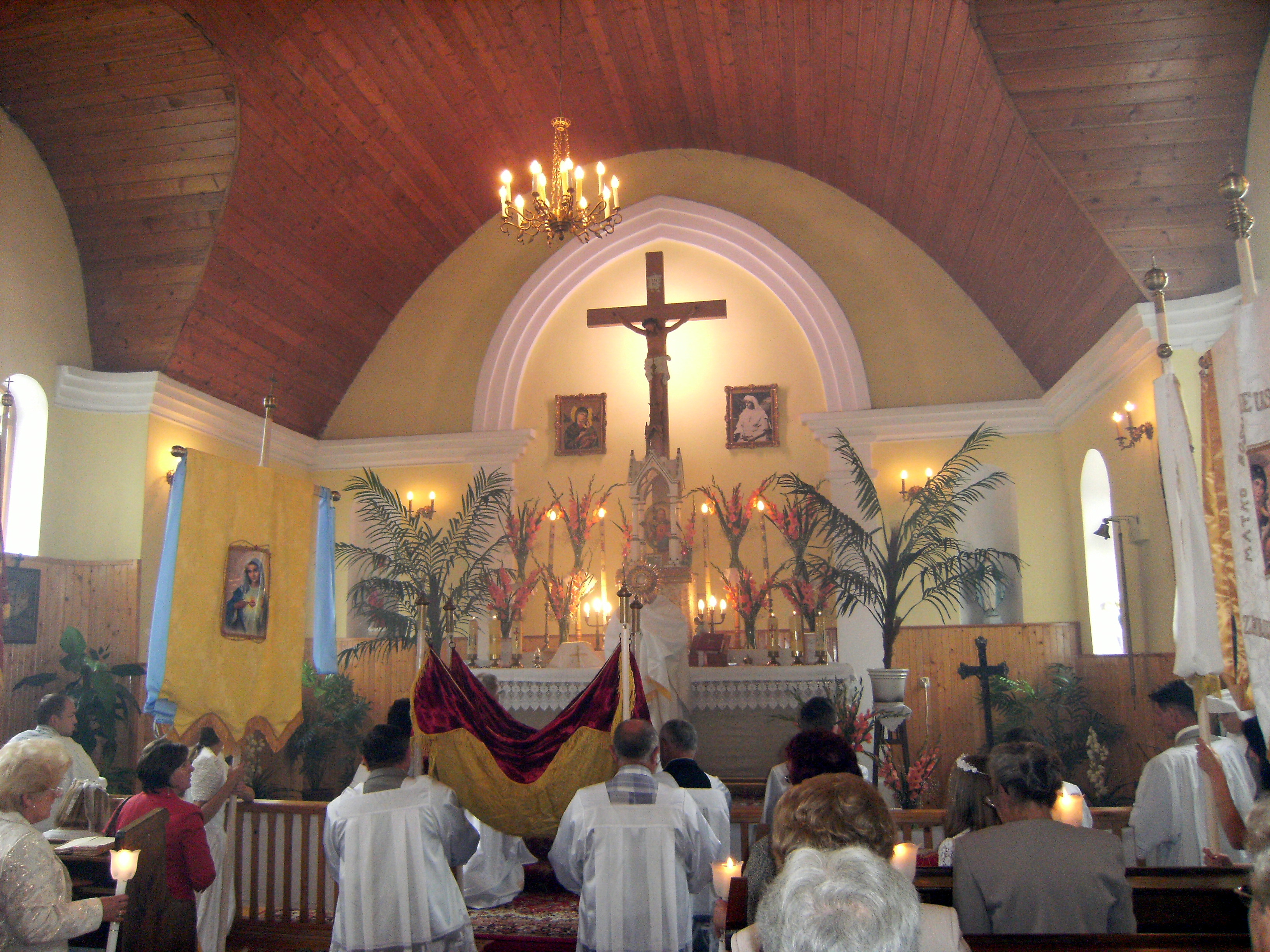
Wnętrze świątyni w Długiej Kościelnej
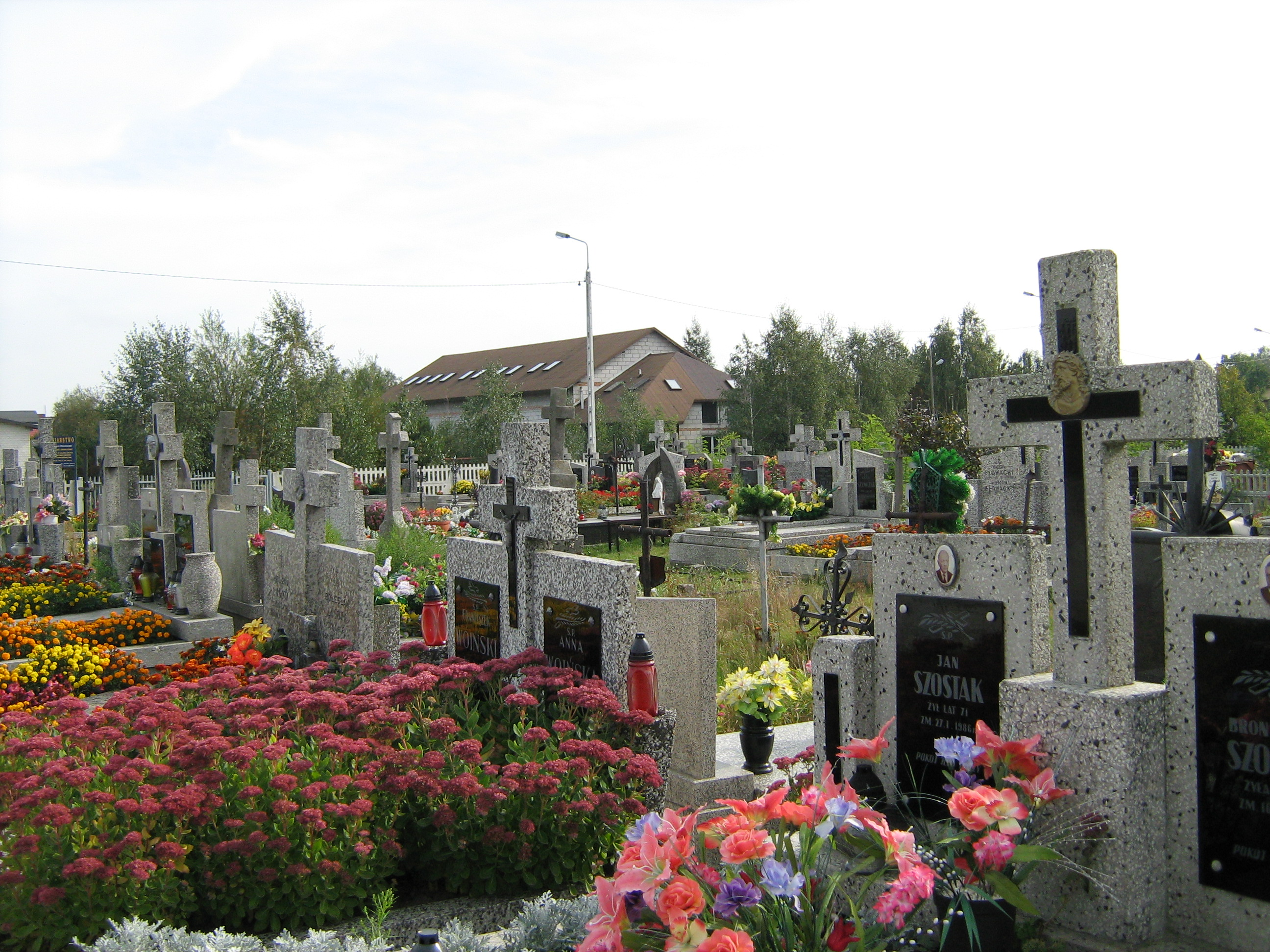
Cmentarz mariawicki w Długiej Kościelnej
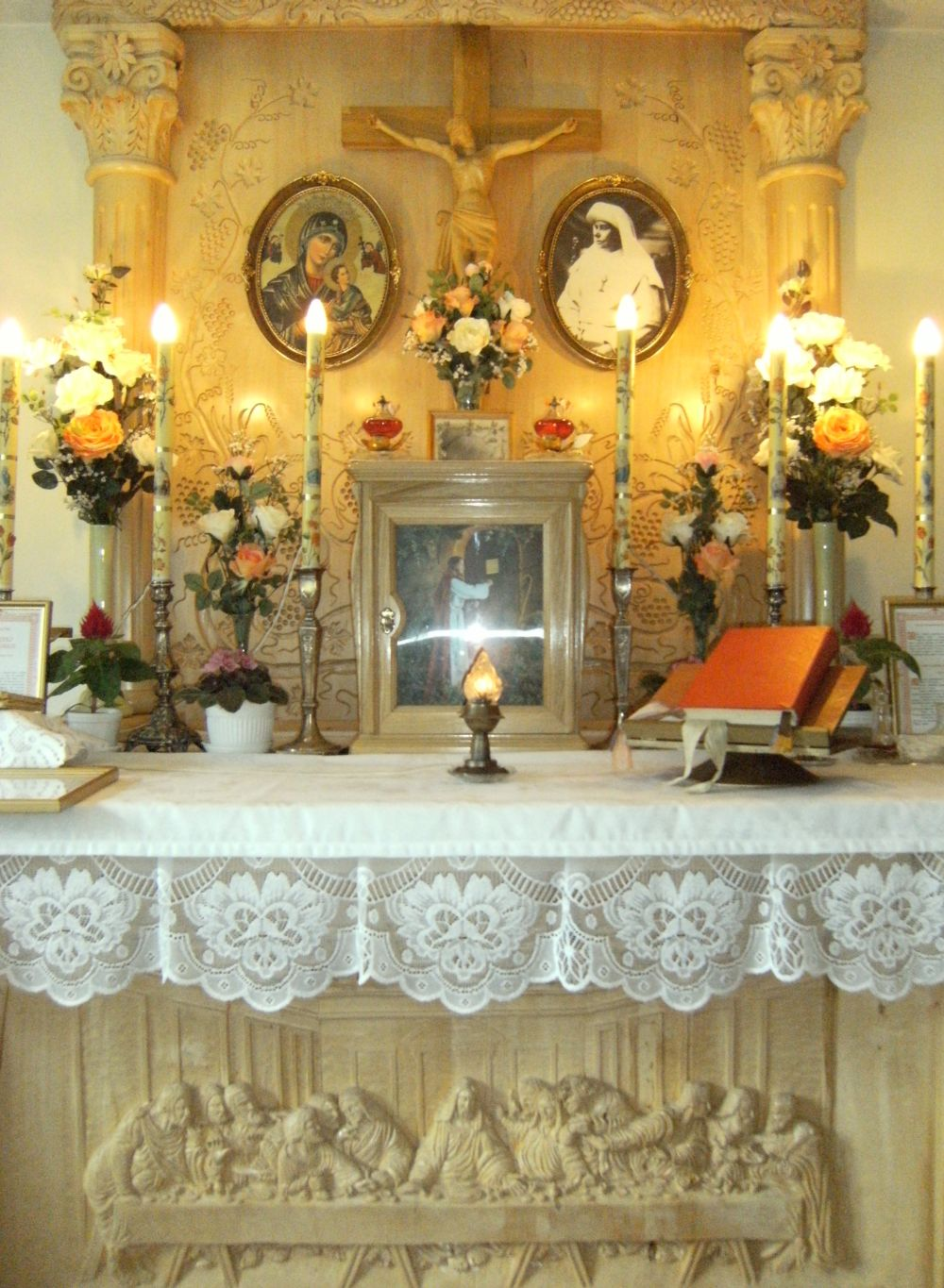
Ołtarz w kaplicy kustodialnej Matki Boskiej Nieustającej Pomocy w Warszawie
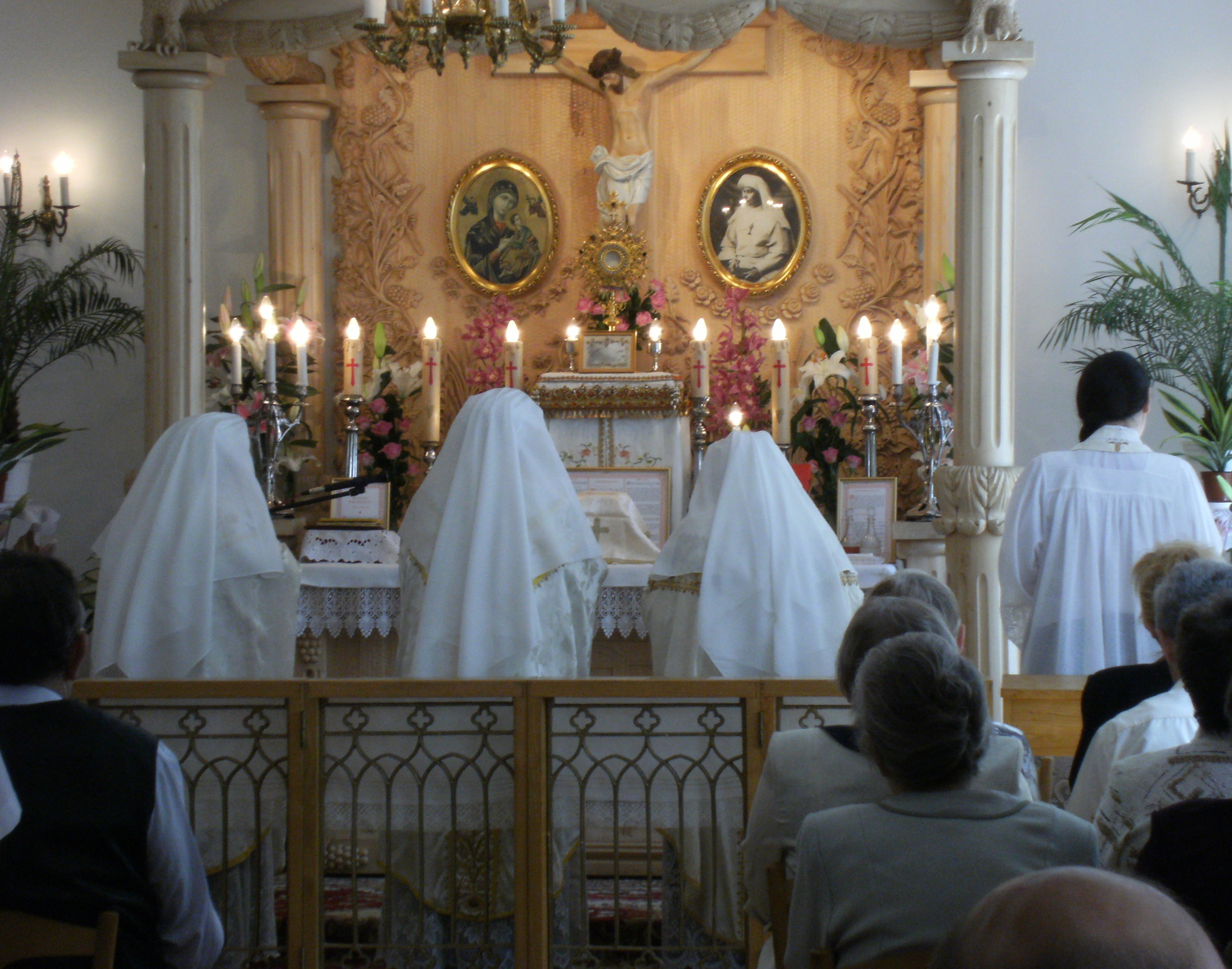
Msza Święta sióstr kapłanek w kaplicy w Felicjanowie
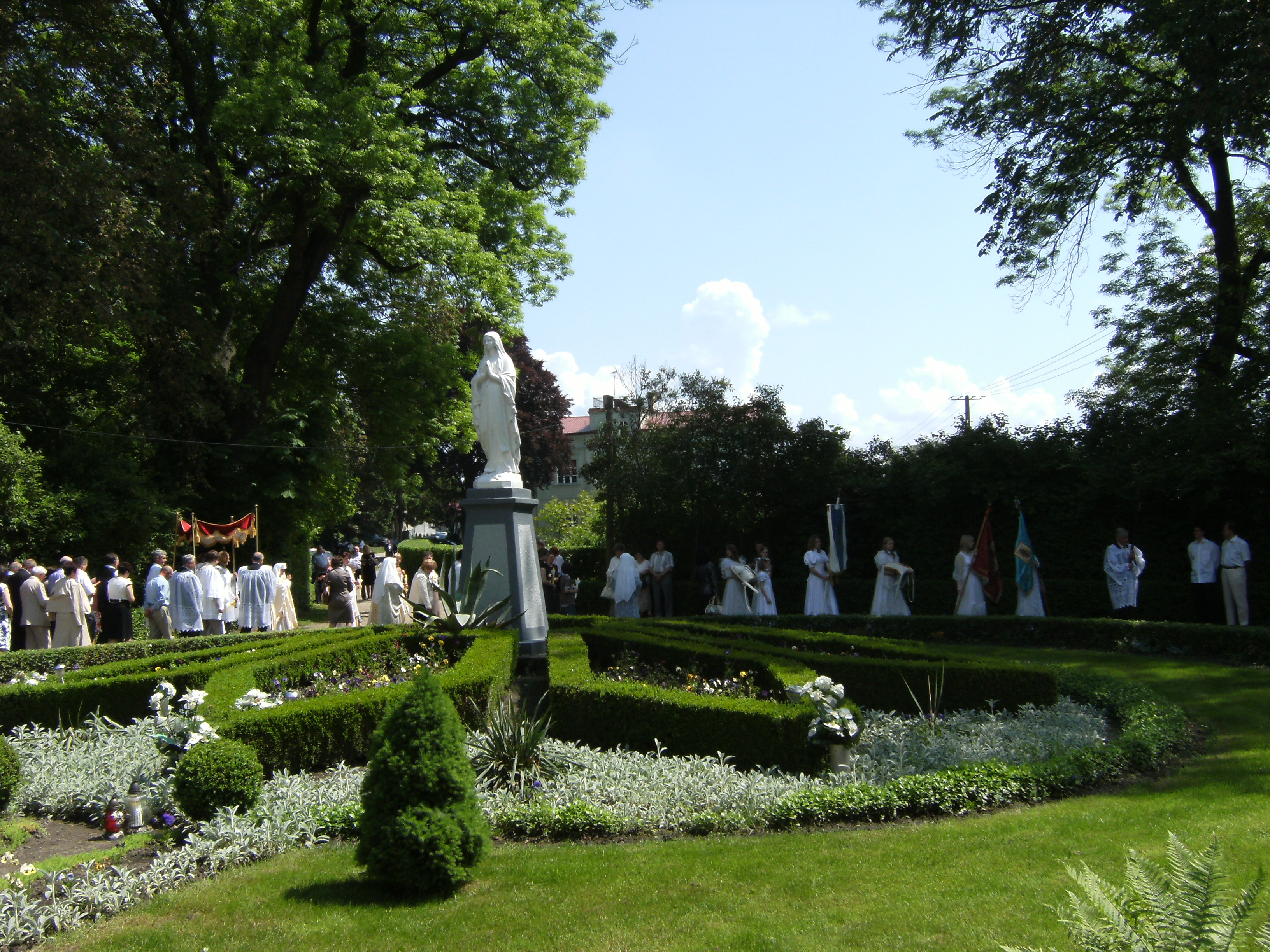
Uroczysta procesja w Felicjanowie na uroczystość Zesłania Ducha Świętego

## Organizacja
W myśl statutu Kościoła, kieruje nim Rada Przełożonych, złożona z trzech osób: arcybiskupa jako przewodniczącego, przełożonej Zgromadzenia Kapłanek oraz sekretarza wybranego przez kapitułę generalną. Zwierzchnią władzą jest kapituła generalna, w skład której wchodzą wszyscy duchowni, po trzech przedstawicieli ze zgromadzeń zakonnych oraz po jednym delegacie świeckim z każdej parafii i filii.
Statut określa, że pod względem struktury duchowej Kościół ten składa się z czterech ugrupowań:
- kapłanów i biskupów pracujących służebnie;
- trzech zgromadzeń zakonnych (męskie, żeńskie i tercjarze);
- powszechnego kapłaństwa ludowego;
- ogółu wiernych.

Administracyjnie Kościół podzielony jest na dwie kustodie:
- płocką – z siedzibą w Felicjanowie,
- warszawską – z siedzibą w Warszawie.

W 2024 r. wspólnota posiadała 15 parafii i filii. Tylko parafia w Długiej Kościelnej posiada własny kościół, zaś większość pozostałych placówek użytkuje kaplice domowe (jedna z parafii nie dysponuje obiektem sakralnym). Siedzibą władz zwierzchnich Kościoła jest Felicjanów w gminie Bodzanów. Znajduje się tam klasztor z kaplicą Nieustającej Adoracji Ubłagania.
W Kościele Katolickim Mariawitów w Polsce w końcu 2024 r. pracowało 12 duchownych – osoby zakonne (2 biskupki) oraz 10 liderów (mężczyzn i kobiet) z kapłaństwa ludowego (w tym troje biskupów ludowych, konsekrowanych w 2021 r.). W Polsce w 2024 r. mieszkało 1783 wiernych. Największe skupiska mariawitów znajdują się w okolicach Łodzi, Strykowa, Łowicza, Płocka, Warszawy i Sulejówka. W powiecie brzezińskim, jako jedynym w Polsce, działają 4 parafie Kościoła (na ogólną liczbę 15 w 2024 r.). Diaspora Kościoła zamieszkuje m.in. Gdańsk i Będzin.
W 2023 r. zmarła kapłanka służebna s. Maria Weronika Makowska, a w 2024 r. – s. Maria Bożenna Chabowska.

## Statystyki

### Dane według statystycznych ankiet wyznaniowych
| Rok  | Liczba wiernych | Liczba parafii | Liczba kościołów/kaplic | Liczba duchownych |
| ---- | --------------- | -------------- | ----------------------- | ----------------- |
| 1989 | 3012            | 31             | 33                      | 24                |
| 1990 | 3004            | 30             | 32                      | 38                |
| 1991 | 2992            | 29             | 16                      | 21                |
| 1992 | 2997            | 29             | 19                      | 21                |
| 1994 | 3007            | 25             | 17                      | 19                |
| 1995 | 3242            | 25             | 17                      | 18                |
| 1996 | 3011            | 25             | 17                      | 18                |
| 1998 | 2904            | 25             |                         | 17                |
| 2000 | 2610            | 22             | 17                      | 16                |
| 2001 | 2553            | 24             |                         | 15                |
| 2002 | 2490            | 24             |                         | 15                |
| 2003 | 2353            | 24             |                         | 14                |
| 2004 | 2274            | 23             |                         | 14                |
| 2005 | 2230            | 22             | 14                      | 13                |
| 2006 | 4881            | 22             | 14                      | 12                |
| 2007 | 2153            | 21             | 14                      | 12                |
| 2008 | 2120            | 20             | 14                      | 12                |
| 2009 | 2015            | 20             | 14                      | 11                |
| 2010 | 1994            | 20             | 14                      | 11                |
| 2011 | 1980            | 20             | 14                      | 11                |
| 2012 | 1953            | 20             | 14                      | 11                |
| 2013 | 1940            | 20             | 15                      | 11                |
| 2014 | 1902            | 20             | 15                      | 11                |
| 2015 | 1878            | 20             | 15                      | 11                |
| 2016 | 1845            | 19             | 15                      | 11                |
| 2017 | 1838            | 19             | 15                      | 12                |
| 2019 | 1848            | 19             | 15                      | 11                |
| 2020 | 1831            | 16             |                         | 11                |
| 2021 | 1805            | 15             |                         | 13                |
| 2024 | 1783            | 15             |                         | 12                |

### Dane według wyników spisów powszechnych
| Spis powszechny               | Liczba deklaracji |
| ----------------------------- | ----------------- |
| Narodowy Spis Powszechny 2011 | 380               |
| Narodowy Spis Powszechny 2021 | 200               |